# 張左己
張 左己（ちよう さき、1945年1月18日 - 2021年6月11日）は、中華人民共和国の官僚、政治家。浜江省巴彦県出身。中国共産党の16大、17大代表。第十五回中国共産党中央規律検査委員会委員。中国共産党第16期、第17期中央委員。第10回全国人民代表大会代表。第11期、第12期全国政治協商会議常務委員。

## 経歴
1945年1月18日、浜江省巴彦県で生まれる。1962年、黒竜江大学に入学した。1966年を卒業。1968年9月からは黒竜江省チチハル市国営123場子弟中学教員、場党委宣伝部幹事、場党校副学長などを務める。1977年7月、中華人民共和国第五機械工業部（後の中華人民共和国兵器工業部）政治部に入局。以後、政治部幹事、宣伝処幹事、副処長、機關党委副書記を歴任した。1987年3月、中華人民共和国労動人事部労動力管理局副局長に転任。1988年6月、労動部労動力管理就業司司長に就任。1991年8月、西安市人民政府副市長に転出。1993年2月、労動部副部長（次官）に昇格。1994年11月、国務院副秘書長に転任。翌年3月、中央機構編制委員会弁公室副主任を兼務。1998年3月、労働社会保障部部長に昇格。
2003年3月、党務に転じて黒竜江省に赴任し、黒竜江省党委員会副書記に就任した。4月には黒竜江省省長、省政府党組書記を兼任。
2008年3月、中央に移り、中国人民政治協商会議全国委員会経済委員会主任委員に就任。
2021年6月11日に黒竜江省ハルビン市で死亡した。享年76。